# 庫羅卡
庫羅卡（葡萄牙語：Curoca），是位於安哥拉南部的城鎮，由庫內納省負責管轄，北鄰卡哈馬，面積7,998平方公里，2006年該城鎮人口56,398，人口密度每平方公里7人。